# Смирнов, Борис Александрович (актёр)
Борис Александрович Смирно́в (13 (26) октября 1908, Санкт-Петербург — 19 декабря 1982, Москва) — советский российский актёр театра и кино. Народный артист СССР (1963). Лауреат Ленинской премии (1959).

## Биография
Родился 13 (26) октября 1908 в Санкт-Петербурге.

Могила Смирнова на Новодевичьем кладбище Москвы.

В 1925 году окончил 221-ю трудовую единую школу в Ленинграде. В 1925—1929 годах учился в Техникуме сценических искусств (ныне Российский государственный институт сценических искусств) в мастерской В. Н. Соловьёва.
С 1928 по 1942 год играл на сцене Молодого театра (с 1934 — Театр-студия под руководством С. Э. Радлова, с 1939 — Театр имени Ленсовета). В 1942—1943 годах — актёр Ташкентского театра Красной Армии Среднеазиатского Военного округа
С 1943 года — актёр Ленинградского театра Комедии (ныне Санкт-Петербургский академический театр комедии имени Н. П. Акимова), покинул театр после отстранения от работы главного режиссёра, с 1950 — Московского драматического театра им. А. С. Пушкина.
C 1955 года — актёр МХАТа СССР им. М. Горького.
Член КПСС с 1958 года.
Смирнов Борис Александрович умер 19 декабря 1982 года в Москве. Похоронен на Новодевичьем кладбище.

## Награды и звания
- Народный артист РСФСР (1957)
- Народный артист СССР (1963)[2]
- Ленинская премия (1959) — за исполнение роли В. И. Ленина в спектакле МХАТа СССР им. М. Горького «Кремлёвские куранты» Н. Погодина
- Орден Ленина (1967)
- Орден Октябрьской Революции (1971)
- Орден Трудового Красного Знамени (1978)
- Орден «Знак Почёта» (1939)
- Медаль «За оборону Ленинграда» (1945)
- Медаль «За доблестный труд в Великой Отечественной войне 1941—1945 гг.» (1946)[3].

## Роли
Создал образ В. И. Ленина в спектаклях:
- 1956 — «Кремлёвские куранты» Н. Погодина
- 1958 — «Третья патетическая» Н. Погодина
- 1965 — «Шестое июля» М. Шатрова.

в фильмах:
- 1957 — «Балтийская слава»
- 1957 — «Коммунист»
- 1957 — «Лично известен»
- 1963 — «Аппассионата»
- 1963 — «Именем революции»

## Роли в театре

### Театр под руководством С. Э. Радлова
- 1934 — «Ромео и Джульетта» У. Шекспира — Ромео
- 1935 — «Далёкое» А. Афиногенова — Влас Тонких
- 1935 — «Отелло» У. Шекспира — Кассио
- 1937 — «Как закалялась сталь» по Н. Островскому — Павел Корчагин
- 1937 — «Моцарт и Сальери» А. Пушкина — Моцарт
- 1939 — «Гамлет» У. Шекспира — Гамлет, Лаэрт
- 1939 — «Привидения» Г. Ибсена — Освальд
- 1940 — «Бесприданница» А. Островского — Паратов
- 1940 — «Идеальный муж» О. Уайльда — Лорд Горинг
- 1940 — «Ключи Берлина» М. Гуса и К. Финна
- 1941 — «Дама с камелиями» по А. Дюма — Арман Дюваль

### Ленинградский театр Комедии
- 1943 — «Подсвечник» А. де Мюссе — Фортунио
- 1943 — «Дракон» Е. Шварца — Ланцелот
- 1944 — «Свадьба Кречинского» А. Сухово-Кобылина — Нелькин
- 1945 — «Вы этого не забудете» Дж. Пристли — Эрик
- 1946 — «Путешествие Перришона» Э. Лабиша — Даниель Саварри
- 1946 — «Обыкновенный человек» Л. Леонова — Алексей Ладыгин
- 1947 — «Русский вопрос» К. Симонова — Смит
- 1947 — «О друзьях-товарищах» В. Масса и М. Червинского — Старшина Казаков
- 1948 — «Софья Ковалевская» Братьев Тур — Владимир Ковалевский
- 1948 — «Московский характер» А. Софронова — Потапов
- 1949 — «Особняк в переулке» Братьев Тур — Майор Каштанов
- 1949 — «Роковое наследство» Л. Шейнина — Тузов
- 1950 — «Дон Жуан» Мольера — Дон Жуан
- 1950 — «Бешеные деньги» А. Островского — Телятев

### Московский драматический театр имени А. С. Пушкина
- 1952 — «Гоголь» С. Алёшина — Гоголь
- 1953 — «Тени» М. Салтыкова-Щедрина — Бобырев
- 1955 — «Иванов» А. Чехова — Иванов
- «На бойком месте» А. Островского — Непутевый
- «Джон — солдат мира» Ю. Кроткова — Стив Эмери
- «Свадьба Кречинского» А. Сухово-Кобылина — Нелькин

### МХАТ
- 1956 — «Кремлёвские куранты» Н. Погодина — Ленин
- 1957 — «Дворянское гнездо» по И. Тургеневу — Лаврецкий
- 1958 — «Третья патетическая» Н. Погодина — Ленин
- 1958 — «Ученик дьявола» Б. Шоу — Антони Андерсен
- 1960 — «Братья Карамазовы» по Ф. Достоевскому — Иван Карамазов
- 1965 — «Шестое июля» М. Шатрова — Ленин[4].
- 1966 — «Тяжкое обвинение» Л. Шейнина — директор завода Логинов
- 1967 — «Ночная исповедь» А. Арбузова — немецкий полковник Гисслинг

## Роли в фильмах
- 1949 — Сталинградская битва — лейтенант Калеганов
- 1949 — Александр Попов — эпизод
- 1950 — Великая сила — Григорий Иванович Жуков, секретарь парткома института
- 1952 — Композитор Глинка — Михаил Иванович Глинка
- 1953 — Свадьба Кречинского (фильм-спектакль) — помещик Владимир Дмитриевич Нелькин
- 1954 — Анна на шее
- 1954 — Командир корабля — капитан II ранга Терентий Иванович Золотов
- 1955 — Таланты и поклонники — меценат Иван Семёныч Великатов
- 1957 — Балтийская слава — Ленин
- 1957 — Коммунист — Ленин
- 1957 — Лично известен — Ленин
- 1958 — Трое вышли из леса — следователь МГБ
- 1960 — Мёртвые души (фильм-спектакль) — от автора
- 1960 — Третья патетическая (телеспектакль) — Ленин
- 1960 — Воскресение — эпизод
- 1963 — Аппассионата — Ленин
- 1963 — Именем революции — Ленин
- 1964 — Минута истории (фильм-спектакль) — Ленин
- 1965—1967 — Война и мир — князь Василий
- 1967 — Кремлёвские куранты (телефильм-спектакль МХАТа СССР имени М. Горького) — Ленин